# 義仲 (小惑星)
義仲（よしなか、4574 Yoshinaka）は、小惑星帯にある小惑星である。
1986年12月20日、新島恒男と浦田武が群馬県尾島町（現・太田市）で発見した。

## 名称
平安時代末期の武将・木曾義仲（1154年 - 1184年）にちなむ。
提案者は浦田である。浦田は多くの小惑星に、(3585) 後白河、(3902) 頼朝、(4375) 清盛など、『平家物語』に登場する平安時代末期（保元・平治の乱から源平合戦にかけて）の歴史上の人物の名を付けている。
義仲と同時に、同じフィルムで発見された小惑星（仮符号 1986 YA）には、義仲の妻である (4896) 巴御前の名が付けられた。

## 註
1. ↑  MPC 19697（1992年2月18日）
2. ↑  太田宇宙の会公式サイト内、「小惑星1」、